# Reinhard Pfennig
Reinhard Pfennig (* 16. März 1914 in Berlin; † 22. November 1994 in Oldenburg) war ein deutscher Maler, Grafiker und Kunstdozent. Zusammen mit Gunter Otto gilt er als Vertreter didaktischer Positionen des sogenannten ‚Formalen Kunstunterrichts‘ der 1960er Jahre.

## Leben
Nach dem Abitur studierte Pfennig seit 1932 Kunstgeschichte und Archäologie in Berlin, ab 1933 studierte er dann Kunst an den Vereinigten Staatsschulen für freie und angewandte Kunst. 1934 wechselte er an die Staatliche Kunstschule Berlin. 1935 und 1937 hielt er sich zu Studienzwecken auf Pellworm auf.  1937 legte er das erste Staatsexamen für das künstlerische Lehramt ab und absolvierte anschließend das Referendariat. Von 1939 bis 1945 nahm er am Zweiten Weltkrieg als Soldat in Frankreich und Russland teil, unterbrochen vom zweiten Staatsexamen. Von 1945 bis 1946 arbeitete er in Göttingen an einer Lithographie-Mappe mit 10 Ansichten von Göttingen. 1946 wurde Pfennig als Dozent an die Pädagogische Hochschule Iburg berufen, 1948 wechselte er an die Pädagogische Hochschule Oldenburg, wo er bis 1979 Professor für Bildende Kunst und Kunstpädagogik war.
Neben seiner Berufstätigkeit war Pfennig als abstrakter Maler sehr aktiv und hatte zahlreiche Ausstellungen. 1994 veranstaltete das Stadtmuseum Oldenburg eine Retrospektive.